# サトイモ目

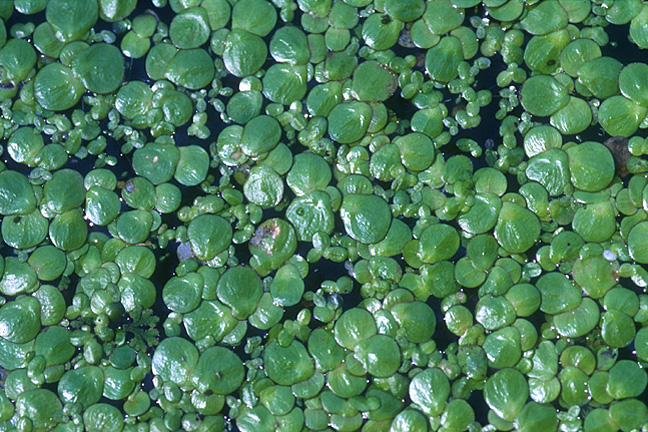
ウキクサ

サトイモ目 (Arales) は、被子植物単子葉植物のタクソンの1つ。目の階級で、サトイモ科をタイプ科とするもの。分類体系によって含まれる科は異なる。

## APG植物分類体系
APG植物分類体系ではサトイモ科はオモダカ科と同じクレードであるとしてオモダカ目に属し、サトイモ目は立てられていない。

## クロンキスト体系
クロンキスト体系では、サトイモ科、ウキクサ科、ショウブ科の3科からなるヤシ亜綱に属する目である。
- 被子植物門 w:Magnoliophyta
  - 単子葉植物綱 class Liliopsida
    - ヤシ亜綱 subclass Arecidae
      - サトイモ目 order Arales
        - ショウブ科 family Butomaceae
        - サトイモ科 family Araceae
        - ウキクサ科 family Lemnaceae

## 新エングラー体系
エングラーおよび共同研究者は、クロンキストのショウブ科をサトイモ科に含まれるとして、サトイモ科とウキクサ科の2科を含めているため、新エングラー体系とクロンキスト体系では含まれる内容に変化はない。
- 被子植物門 Angiospermae
  - 単子葉植物綱 class Monocotyledoneae
    - サトイモ目 order Arales
      - サトイモ科 family Araceae
      - ウキクサ科 family Lemnaceae